# 784-es busz
A 784-es számú elővárosi, illetve regionális autóbusz Budapest és Bicske között közlekedik Budakeszi és Zsámbék érintésével. A viszonylatot a MÁV Személyszállítási Zrt. üzemelteti.

## Története
2019. augusztus 10-étől a Széna téri autóbusz-állomás bezárása miatt budapesti végállomása a Széll Kálmán térre kerül át.

## Megállóhelyei
| 0                                       | Budapest, Széll Kálmán tér végállomás  | 37   | 5, 16, 16A, 21, 21A, 22, 22A, 39, 91, 102, 116, 128, 129, 139, 140, 140A, 149, 155, 156, 221, 222 4, 6, 17, 56, 56A, 59, 59A, 59B, 61 781, 782, 783, 785, 786, 787, 789, 791, 793, 794, 795 |
| 1                                       | Budapest, Szent János Kórház           | 36   | 22, 22A, 91, 128, 129, 155, 156, 222 56, 56A, 59, 59B, 60, 61 781, 782, 783, 785, 786, 787, 789, 791, 793, 794, 795                                                                         |
| 2                                       | Budapest, Budagyöngye                  | 35   | 22, 22A, 129, 222, 291 56, 56A, 59B, 61 781, 782, 783, 785, 786, 787, 789, 791, 793, 794, 795                                                                                               |
| 3                                       | Budapest, Kuruclesi út                 | 34   | 22, 22A, 222, 291 781, 782, 783, 785, 786, 787, 789, 791, 793, 794, 795 |
| 4                                       | Budapest, Vízművek                     | 33   | 22, 22A, 222 781, 782, 783, 785, 786, 787, 789, 791, 793, 794, 795 |
| 5                                       | Budapest, Dénes utca                   | 32   | 22, 22A, 222 781, 782, 783, 785, 786, 787, 789, 791, 793, 794, 795 |
| 6                                       | Budapest, Szépjuhászné, Gyermekvasút   | 31   | 22, 22A, 222 781, 782, 783, 785, 786, 787, 789, 791, 793, 794, 795 Gyermekvasút |
| 7                                       | Budapest, Országos Korányi Intézet     | 30   | 22, 22A, 222 781, 782, 783, 785, 786, 787, 789, 791, 793, 794, 795 |
| 8                                       | Budapest, Szanatórium utca (Vadaspark) | 29   | 22, 22A, 188E, 222 781, 782, 783, 785, 786, 787, 789, 791, 793, 794, 795 |
| Budapest–Budakeszi közigazgatási határa |                                        |      | |
| 9                                       | Budakeszi, Erkel Ferenc utca           | 28   | 22, 22A, 188E, 222 781, 782, 783, 785, 786, 787, 789, 791, 793, 794, 795 |
| 10                                      | Budakeszi, Gyógyszertár                | 27   | 22, 22A, 188E, 222 781, 782, 783, 785, 786, 787, 789, 791, 793, 794, 795 |
| 11                                      | Budakeszi, Városháza                   | 26   | 22, 22A, 188, 188E 781, 782, 783, 785, 786, 787, 789, 791 |
| 12                                      | Budakeszi, Dózsa György tér            | 25   | 22, 22A, 188, 188E 781, 782, 783, 785, 786, 787, 789, 791 |
| 13                                      | Budakeszi, Fagyártmánytelep            | 24   | 781, 782, 783, 785, 786, 787, 789, 791 |
| 14                                      | Budakeszi, Vastagtanya                 | 23   | 781, 782, 783, 785, 786, 787, 789, 791 |
| Budapest–Páty közigazgatási határa      |                                        |      | |
| 15                                      | Páty, Mézeshegy                        | 22   | 781, 782, 783, 785, 786, 787, 789, 791 |
| 16                                      | Páty, Somogyi Béla utca                | 21   | 781, 782, 783, 785, 786, 787, 789, 791 |
| 17                                      | Páty, Telki elágazás                   | 20   | 778, 781, 782, 783, 785, 786, 787, 789, 791 |
| 18                                      | Páty, Iskola                           | 19   | 778, 781, 782, 783, 785, 786, 787, 789, 791 |
| 19                                      | Páty, Töki utca                        | 18   | 781, 783, 785, 786, 787, 789, 791 |
| 20                                      | Páty, Újtelep                          | ∫    | 783, 785, 786, 787, 791 |
| Páty–Zsámbék közigazgatási határa       |                                        |      | |
| 21                                      | Tök, Újmajor                           | 17   | 783, 785, 786, 787, 791 |
| 22                                      | Zsámbék, PEMÜ                          | 16   | 783, 785, 786, 787, 791 |
| 23                                      | Zsámbék, Ady Endre utca                | 15   | 778, 783, 785, 786, 787, 789, 791, 795, 798, 799 |
| 24                                      | Zsámbék, autóbusz-forduló              | 14   | 770, 774, 775, 778, 779, 783, 785, 786, 787, 788, 789, 791, 795, 798, 799, 8423 1853 |
| 25                                      | Zsámbék, Mányi út                      | 13   | 770, 774, 775, 779, 785, 786, 787, 8423 |
| 26                                      | Zsámbék, Szomori elágazás              | 12   | 770, 774, 775, 779, 785, 786, 787, 8423 1853 |
| Zsámbék–Mány közigazgatási határa       |                                        |      | |
| 27                                      | Mány, Alsóörspuszta, bejárati út       | 11   | |
| 28                                      | Mány, Fasor                            | 10   | |
| 29                                      | Mány, Sportpálya                       | 9    | |
| (+1)                                    | Mány, autóbusz-forduló*                | (+1) | |
| 30                                      | Mány, Községháza                       | 8    | |
| 31                                      | Mány, Rákóczi Ferenc utca 10.          | 7    | |
| Mány–Bicske közigazgatási határa        |                                        |      | |
| 32                                      | Bicske, Hegyikastély                   | 6    | |
| 33                                      | Bicske, Felsőhegyi elágazás            | 5    | |
| (+1)                                    | Bicske, Tesco*                         | (+1) | 702, 8011, 8106, 8110, 8120, 8123 |
| 34                                      | Bicske, Tűzoltóság                     | 4    | 702, 8011, 8106, 8110, 8120, 8123, 8128 |
| 35                                      | Bicske, Kossuth tér                    | 3    | 702, 761, 8011, 8106, 8110, 8120, 8122, 8123, 8124, 8128 |
| 36                                      | Bicske, Műszaki áruház                 | 2    | 702, 760, 767, 8002, 8011, 8106, 8110, 8120, 8122, 8123, 8124, 8128 1251, 1253, 1254 |
| 37                                      | Bicske, vasútállomás bejárati út       | 1    | 702, 760, 767, 8002, 8011, 8106, 8110, 8120, 8122, 8123, 8124, 8128 |
| 38                                      | Bicske, vasútállomás végállomás        | 0    | 702, 760, 767, 8002, 8011, 8106, 8110, 8120, 8122, 8123, 8124, 8128 S10 G10 S12 InterRégió                                                                                                  |

* Ezt a megállót csak bizonyos menetek érintik.